# Eduardo (ur. 1989)
Eduardo, właśc. Carlos Eduardo de Oliveira Alves (ur. 17 października 1989 w Ribeirão Preto) – brazylijski piłkarz, występujący na pozycji ofensywnego pomocnika. Jest zawodnikiem Botafogo FR.

## Kariera klubowa
Carlos Eduardo rozpoczął piłkarską karierę w 2008 w drugoligowym Ituano Itu w którym grał do 30 kwietnia 2009 roku. Od maja do grudnia 2009 był zawodnikiem pierwszoligowego Fluminense FC. Z klubem z Rio de Janeiro dotarł do finału Copa Sudamericana 2009, w którym Fluminense uległo ekwadorskiemu LDU Quito.
W 2010 był zawodnikiem pierwszoligowego Grêmio Prudente, z którym spadł do drugiej ligi. Od stycznia 2011 występował w drugoligowym portugalskim klubie GD Estoril Praia.
1 września 2014 roku, przeszedł na zasadzie wypożyczenia do OGC Nice. W 2015 został zawodnikiem Al-Hilal.
| Sezon   | Klub            | Kraj       | Rozgrywki   | Mecze | Bramki | Rozgrywki Europy | Mecze | Bramki |
| ------- | --------------- | ---------- | ----------- | ----- | ------ | ---------------- | ----- | ------ |
| 2009    | Fluminense FC   | Brazylia   | Serie A     | 15    | 1      | -                | -     | -      |
| 2010    | Grêmio Barueri  | Brazylia   | Serie A     | 15    | 0      | -                | -     | -      |
| 2010/11 | Estoril         | Portugalia | Liga Sagres | 14    | 0      | -                | -     | -      |
| 2011/12 | Estoril         | Portugalia | Liga Sagres | 23    | 1      | -                | -     | -      |
| 2012/13 | Estoril         | Portugalia | Liga Sagres | 28    | 4      | -                | -     | -      |
| 2013/14 | FC Porto        | Portugalia | Liga Sagres | 17    | 4      | Liga Europy UEFA | 6     | 0      |
| 2014/15 | OGC Nice (wyp.) | Francja    | Ligue 1     | 30    | 10     | -                | -     | -      |

Stan na: koniec sezonu 2014/2015